# Ніхто не ідеальний
«Ніхто не ідеальний» (італ. «Nessuno è perfetto») — італійська кінокомедія 1981 року, знята режисером Паскуале Феста Кампаніле, з Ренато Поццетто і Орнеллою Муті у головних ролях.

## Сюжет
Вдівець Гверріно Кастільйоне живе з тещею, яка має нездоровий інтерес до нього і не проти затягнути його до свого ліжка. Цей факт та небажання вдівця зустрічатися з іншими жінками роблять його мішенню місцевих пліткарів. Але одного разу Гверріно закохується в Шанталь, красуню-модель, і одружується з нею. Тільки згодом він дізнається, що Шанталь приховує своє минуле. Його засмучує навіть не те, що вона була десантником німецької армії. Проблема в тому, що Шанталь ще кілька років тому була чоловіком. Гверріно у розпачі, сім'я у шоці.

## У ролях
- Ренато Поццетто — Гверріно Кастільоне
- Орнелла Муті — Шанталь
- Феліче Андреасі — Енцо, друг Гверріно
- Массімо Больді — таксист-пліткар
- Габріеле Тінті — Нанні, плейбой
- Франческо Вісентін — роль другого плану
- Ліна Волонгі — теща Гверріно, мати першої померлої дружини
- Родольфо Маньягі — полковник Пасетті
- Бенедетто Равазіо — працівник Гверріно
- Даніела Грассіні — роль другого плану

## Знімальна група
- Режисер — Паскуале Феста Кампаніле
- Сценаристи — Енріко Ольдоїні, Ренато Поццетто, Франко Ферріні
- Оператор — Альфіо Контіні
- Композитор — Ріц Ортолані
- Художник — Джантіто Бурк'єлларо
- Продюсери — Акілле Манцотті, Луїджі Де Лаурентіс, Авреліо Де Лаурентіс